# کیم وون جون
کیم وون جون (کره‌ای: 김원준; متولد ۱۶ فوریه ۱۹۷۳، همچنین به نام Dearro (کره‌ای: 대로)، خواننده و بازیگر پاپ کره جنوبی است. کیم پس از فارغ‌التحصیلی از بخش فیلم مؤسسه هنر سئول، در سال ۱۹۹۲ کار خود را به عنوان یک هنرمند انفرادی کی پاپ آغاز کرد و اولین بازیگری خود را در سال ۱۹۹۴ انجام داد. کیم به عنوان یک هنرمند انفرادی، نه آلبوم، چهار تک آهنگ دیجیتال و یک آلبوم تلفیقی منتشر کرد. او همچنین عضو گروه‌های VEIL (که دو آلبوم و یک آلبوم چندآهنگه منتشر کرد) و M4 (که یک آلبوم و دو آلبوم چندآهنگه منتشر کرد) بود.